# 1999 KL17
1999 KL17, também escrito como 1999 KL17, é um objeto transnetuniano (TNO) que está localizado no cinturão de Kuiper, uma região do Sistema Solar. Este corpo celeste está em uma ressonância orbital de 3:7 com o planeta Netuno. Ele possui uma magnitude absoluta (H) de 8,7 e, tem um diâmetro estimado com cerca de 80 km.

## Descoberta
1999 KL17 foi descoberto no dia 18 de maio de 1999 pelos astrônomos R. L. Allen, P. Guhathakurta e G. Bernstein.

## Órbita
A órbita de 1999 KL17 tem uma excentricidade de 0.029 e possui um semieixo maior de 46.238 UA. O seu periélio leva o mesmo a uma distância de 44.877 UA em relação ao Sol e seu afélio a 47.598.